# Северный Дарфур
Се́верный Дарфу́р (араб. شمال دارفور‎; транслит: Shamal Darfor, англ. North Darfur) — одна из 18 провинций (вилаятов) Судана.
- Территория 296 420 км².
- Население 2 113 626 человек (на 2008 год).

Административный центр — город Эль-Фашир.
Провинция граничит с Чадом на западе и с Ливией на северо-западе.

## Административное деление

Административное деление провинции

Провинция делится на 5 округов (дистриктов):
1. Меллит (Mellit)
2. Кутум (Kutum)
3. Кабкабия (Kabkabiya)
4. Эль-Фашир (Al Fasher)
5. Ум-Кадада (Um Kadada)